# Parker Finn
Parker J. Finn (* 18. März 1987 in Akron oder in Bath, Ohio) ist ein  US-amerikanischer Filmemacher.

## Leben
Parker J. Finn wurde 1987 in Ohio geboren. Er studierte an der University of Colorado Boulder und anschließend am Dodge College of Film and Media Arts der Chapman University, wo er 2011 einen Masterabschluss im Fach Drehbuchschreiben erhielt.
Finns erster Kurzfilm The Hidebehind feierte im Oktober 2018 beim Telluride Horror Show Film Festival seine Premiere. Sein zweiter Kurzfilm Laura Hasn’t Slept wurde Ende März 2020 vom Independentfilmverleih Oscilloscope Laboratories und dem Technikunternehmen Mailchimp auf deren Plattform zur Verfügung gestellt. Beim South by Southwest Film Festival, wo der Film eigentlich gezeigt werden sollte, erhielt Finn den Sonderpreis der Jury. Sein Spielfilmdebüt Smile – Siehst du es auch?, das auf Laura Hasn’t Slept basiert, kam im September 2022 in die Kinos. Finn verantwortete auch die 2024 veröffentlichte Fortsetzung Smile 2 – Siehst du es auch?.

## Filmografie
- 2018: The Hidebehind (Kurzfilm)
- 2020: Laura Hasn’t Slept (Kurzfilm)
- 2022: Smile – Siehst du es auch? (Smile)
- 2024: Smile 2 – Siehst du es auch? (Smile 2)
- 2025: The Studio Staffel 1 Folge 5

## Auszeichnungen
South by Southwest Film Festival
- 2020: Nominierung für den Grand Jury Award – Midnight Short (Laura Hasn’t Slept)
- 2020: Auszeichnung mit dem Special Jury Award – Midnight Short (Laura Hasn’t Slept)[5]